# Thunder Rock
Thunder Rock is een Britse film uit 1942 onder regie van Roy Boulting en John Boulting met in de hoofdrol Michael Redgrave. De film is gebaseerd op het gelijknamige toneelstuk uit 1939 van Robert Ardrey en geschreven door Bernard Miles en Jeffrey Dell. De film was een van de meest succesvolle Britse films van het jaar en kreeg vooral in de Verenigde Staten lovende kritieken en werd daar een enorm succes. De film werd in Nederland uitgebracht onder de titel Vlucht in het verleden. De Nederlandse première was op 27 september 1946 in Filmtheater Kriterion in Amsterdam. 

## Verhaal
De jonge journalist David Charleston is beheerder van de vuurtoren Thunder Rock. Deze vuurtoren ligt op een eilandje middenin het Michiganmeer. Hij woont daar helemaal alleen. Als ambitieuze journalist heeft hij in de jaren dertig zijn redacteuren en het publiek geprobeerd te overtuigen van de gevaren van het fascisme en de onvermijdelijkheid van oorlog. Hij schreef verschillende boeken: "Darkening World" en een bestseller "Report from Inside" en was aanvankelijk redelijk populair. Hij hield toespraken door het hele land om de mensen wakker te schudden. Maar uiteindelijk kreeg hij de indruk dat weinig mensen geïnteresseerd waren in zijn verhalen. De algemene opinie was: Waarom je zorgen maken over een oorlog die nooit zal komen. Teleurgesteld en gedesillusioneerd heeft hij zich in 1939 van het leven teruggetrokken in de vuurtoren. Zijn overtuiging is nu dat de mensheid nog maar één toekomst heeft: In het verleden. In de vuurtoren vindt hij de eenzaamheid die hij nodig heeft om zich af te sluiten van de wereld en haar dagelijkse ellende. Hij heeft geen ander menselijk contact dan het maandelijks bezoek van de inspecteur. 
In de vuurtoren bevindt zich een gedenksteen met de namen van een groep immigranten uit Europa die in 1849 omkwamen toen het schip "Land O Lakes" naar Milwaukee voor de kust in een gewelddadige storm verging. Zij hadden gehoopt in Amerika een nieuw leven te beginnen. David vindt in de vuurtoren ook een logboek met de namen van alle passagiers van het schip. Hij begint over deze mensen te fantaseren. Hij heeft romantische simplistische ideeën over het leven in die tijd. Zijn eigen bewustzijn, in de vorm van de overleden kapitein van het schip, forceert hem om zijn ideeën over die tijd te herzien. Dan worden zijn fantasieën realistischer. Hij krijgt duidelijke beelden / visioenen van hun leven te zien. De problemen van deze mensen lijken veel op zijn eigen problemen en geven hem uiteindelijk hoop voor de toekomst. Hij beseft dat hij, net als deze mensen, zelf ook de moed te snel heeft opgegeven.

## Rolverdeling
| Acteur           | Personage              |
| ---------------- | ---------------------- |
| Michael Redgrave | David Charleston       |
| James Mason      | Streeter               |
| Lili Palmer      | Melanie Kurtz          |
| Barbara Mullen   | Ellen Kirby            |
| Finlay Currie    | Kapitein Joshua Stuart |
| Frederick Valk   | Dr. Stefan Kurtz       |
| Sybille Binder   | Anne-Marie Kartz       |
| Barry Morse      | Robert                 |
| Frederick Cooper | Ted Briggs             |
| Miles Malleson   | Chairman of Directors  |
| A.E. Matthews    | Mr. Kirby              |
| Olive Sloan      | Woman Director         |